# Nigidius auriculatus
Nigidius auriculatus là một loài bọ cánh cứng trong họ Lucanidae. Loài này được Guerin Meneville mô tả khoa học năm 1844.